# Olov Lindahl
E. Olov Lindahl, född 1 april 1919 i Tumba, Botkyrka församling, död 1991, var en svensk läkare och professor i ortopedisk kirurgi, som inom sitt fack betraktades som en stridbar person med många nya och avvikande idéer.
Lindahl blev medicine licentiat vid Karolinska Institutet 1943, där han 1962 blev medicine doktor, och 1962-1971 var docent i ortopedi. Han var 1943-1962 först underläkare och senare förste underläkare vid Sankt Görans sjukhus i Stockholm, biträdande 1962-1964 överläkare vid ortopediska kliniken vid Umeå lasarett, 1965-1966 t.f. professor i ortopedi vid Umeå universitet, 1967-1970 överläkare vid ortopediska kliniken vid Gävle lasarett, och 1971-1984 professor i ortopedisk kirurgi vid Linköpings universitet och samtidigt överläkare vid kliniken för ortopedisk kirurgi vid Regionsjukhuset i Linköping. 
Lindahl var en av hälsorörelsens förkämpar, och publicerade skrifter inom hälso- och kostfrågor, och skrifter som var kritiska mot skolmedicin, bl.a. vad gäller användning av läkemedel. När forskare påstod att DDT inte var farligt för människor påpekade Lindahl att det säkert är farligt för människan, det är bara det att det tar längre tid innan det visar sig. Lindahl hade också en del funderingar när det gäller placeboeffekten.